# ハリー・キューウェル
ハロルド・"ハリー"・キューウェル（Harold "Harry" Kewell、1978年9月22日 - ）は、オーストラリア・ニューサウスウェールズ州出身の元プロサッカー選手、サッカー指導者。現役時代のポジションはミッドフィールダー、フォワード。元オーストラリア代表。
左サイドや左ウイングを主戦場にしていたが、トップ下やセカンドストライカーでもプレーでき、また代表では0トップ（偽9番）や2トップの一角も務めていた。怪我が多い選手ではあるが、メディアの間ではオーストラリアが生んだ史上最高のサッカー選手であるといわれている。2006 FIFAワールドカップにも出場し、クロアチア戦でゴールを記録している。オーストラリア選手協会の執行委員会のメンバーでもある。

## 生い立ち
スミスフィールド・パブリックスクールからセント・ジョンズ・ハイスクールへ進み、ウェストフィールド・スポーツ・ハイスクールへと移った。
ウェストフィールド・スポーツ・ハイスクール在籍中には、学校とクラブの両チームでプレイしており、スティーブン・トゥリローが教えていたニューサウスウェールズ・ユースリーグの強豪チームであるマルコーニのU-13からU-15のチームでプレイしていた。また、ニューサウスウェールズ・ジュニアサッカー・アカデミーにも通い、デイヴィッド・リーの教えを受けていた。
14歳の時にマルコーニのU-14チームの一員としてタイ、イタリア、イングランドに遠征し、イングランドではACミランのジュニアチームとも対戦した。キューウェルは国外に出るのはこれが初めての経験であり、プレミアリーグの試合を観戦し、ヨーロッパのサッカーに触れる機会も得た。15歳の時に、プレミアリーグのリーズ・ユナイテッドから4週間に渡るトライアルの誘いを受け、ブレット・エマートンとともにイングランドへ渡った。リーズのトライアルでは二人とも良い印象を与えることに成功したが、キューウェルの父親はイングランド人の血を引いておりビザ取得の要件を満したため、キューウェルだけがリーズのオファーを受けることが出来たのであった。

## クラブ経歴

### リーズ・ユナイテッド
デビュー戦となったのは、1996年3月30日にホームで行われ、0-1で敗れたミドルズブラ戦であった。この頃は、後にウエストライフのメンバーとなるニッキー・バーンと同居していた。4月にはチリ戦でオーストラリア代表デビューを飾った。リーズでの初得点は、1997年10月に行われ、3-1で勝利したリーグカップのストーク・シティ戦で記録したものである。
主に左サイドの攻撃的なポジションを務め、将来有望なリーズの若手選手の一人となり、同じオーストラリア人のマーク・ヴィドゥカともプレイすることになった。1999-2000シーズン終了後には、インテル・ミラノから推定2500万ポンドのオファーが届いた。2000-01シーズンにはチャンピオンズリーグ準決勝に進出するなどの躍進をしたが、2002-03シーズンにクラブは深刻な財政難を抱え、選手の放出を余儀なくされてしまい、キューウェルとヴィドゥカの活躍はクラブに残留という成果以外の実りを与えることはなかった。しかし、キューウェルのリーズにおける活躍は、自身の国際的な名声を高めることになった。リーズでは、在籍8年間でリーグ戦182試合に出場し、45得点の成績を残した。
キューウェルはクラブとの関係が決して良いとは言えない状況下でクラブを去ることになった。リヴァプール移籍前に応じたBBCのインタビューでは、クラブのメディカルスタッフのせいで自身の怪我が悪化したと非難したが、チームメイトはキューウェルの方がクラブから出て行くように圧力をかけたと述べた。

### リヴァプール
ACミラン、チェルシー、マンチェスター・ユナイテッド、アーセナル、FCバルセロナといった金銭的により恵まれたオファーを断り、2003-04シーズンを前にリヴァプールFCへ移籍した。キューウェルは、シュミツェルからリヴァプールの有名な背番号7番を引き継いだ。この番号はかつてのクラブの象徴的な選手であったイアン・キャラハン、ケビン・キーガン、ケニー・ダルグリッシュらが付けていた番号である。200万ポンドから500万ポンドと言われる金額がキューウェルの未登録の代理人であるバーニー・マンディッチに流れたとの主張がなされたことにより、キューウェルの移籍は議論を呼んだ。この件に関連して、2005年にキューウェルはゲーリー・リネカーを名誉棄損で訴えたが陪審員は一致した決を出せず、裁判外で解決を図る道しか残されなかった。
2005年5月25日、リヴァプールはミランを下し、キューウェルはオーストラリア出身の選手として初めてチャンピオンズリーグのタイトルを獲得した選手となった（クレイグ・ジョンソンは南アフリカ生まれ）。チームは試合開始から攻撃的に行くことを意図して、キューウェルはスターティングメンバーとして試合に出場したが、この試みは失敗に終わり、キューウェルは良いプレーが出来ないまま、前半途中怪我により交代を余儀なくされてしまった。怪我をした素振りを見せた時には0-1でチームはリードされており、リヴァプールのファンはキューウェルが怪我をしたふりをしていると考え、ブーイングを送った 。また、2005年の夏には「グロインペイン症候群」の名で知られているスポーツヘルニアを患っていることが明らかになった。
決勝で負った怪我から回復した2005年11月にはクラブの公式サイトで、信頼して決勝で起用してくれたラファエル・ベニテス監督の恩に報いるためにも活躍をしたいと話した。また、支えてくれた妻と友人にも感謝をしていると述べた。
2005-06シーズンは3ゴール3アシストを記録し、彼がリヴァプールであまり良いパフォーマンスを発揮してこなかったのは気持ちの問題ではなく、怪我の影響であったという考えを広めるに至った。2006年1月に行われ、1-0で勝利したトッテナム戦でアンフィールドでのリーグ戦初得点を記録した。マンチェスター・シティ戦でもその試合唯一となる得点を記録し、3-1で勝利したエヴァートン戦ではチームの3ゴール目となる得点を挙げ、シーズンで最高の活躍を見せた。2-1で勝利したFAカップ準決勝のチェルシー戦でもリヴァプールで最も良い働きをした選手の一人であった。
2005-06シーズンのFAカップ決勝のウェストハム戦ではスターティングメンバーとして出場したが、腹痛のために48分間の出場に止まった（チャンピオンズリーグ決勝と異なり、サポーターの反応は同情的なものであった）。その後の検査でリヴァプールは鼠径部の負傷をしていることを確認したが、ワールドカップには間に合うと判断した。
2006-07シーズンは多くの試合を欠場したが、2007年4月にリザーブのエヴァートン戦に55分から交代で出場し、チームに復帰した。2007年5月5日にクレイヴン・コテージで行われたフラム戦の後半に交代で出場し、FAカップ決勝以来となる出場を果たし、シーズン最終戦のチャールトン戦においても後半に交代で出場した。チャンピオンズリーグ決勝のメンバーに選ばれるかどうかが議論の的となっていたが、チャールトン戦でディルク・カイトへゴールの起点となるパスを送り、90分にはPKからゴールを挙げる活躍をしたことにより、決勝戦に臨むメンバーに選ばれた。決勝ではボウデヴィン・ゼンデンと交代で59分から出場した。
2007-08シーズンを前に負傷によりチームを離脱し、また別の怪我も負いシーズン序盤の数ヶ月間を欠場したことにより、リヴァプールでの将来が不安視されるようになってしまった。10月31日に行われたカーリングカップのカーディフ・シティ戦に71分から交代で出場し、チームに復帰した。その後のプレミアリーグのブラックバーン戦とチャンピオンズリーグのベシクタシュ戦にも交代で出場した。彼の復帰後にラファエル・ベニテス監督はクラブの公式サイトで何人かのメンバーについてコメントし、キューウェルの契約については延長される場合もあると話し、多くの人たちは怪我なくシーズンを終えることが出来ればクラブに留まる機会を提供されるだろうと考えていたが、FAカップのバーンズリー戦で敗れた後にチームでの居場所を失ってしまった。
オーストラリア代表のメンバーとしてシンガポールに向かったが、鼠径部を負傷してイングランドに戻ってきたことにより、新たな契約を提示される可能性は小さくなった。
2008年5月、リヴァプールとの契約延長の話を断ったことが明らかになった。

### ガラタサライ
2008年7月5日、トルコ王者のガラタサライSKはキューウェルと2年間の契約を結んだ。キューウェルは、「チームを離れたかったし、これが最良の選択だと思っている。新たな挑戦を楽しみにしているし、開幕が待ちきれない。」と、話した。2000年4月、彼がリーズに在籍している時に行われたUEFAカップ準決勝のガラタサライ戦後にリーズのファン二人が殺害されるという事件が起きていたため、リーズのファンはガラタサライに移籍するという決断を下したキューウェルを批判した。キューウェルはそれに対し、「僕はガラタサライでは19番を選んだが、これは初めてリーズ・ユナイテッドでスターティングメンバーとして出場した時に付けていた番号で、これは僕のリーズに対して抱いている敬意の証だ。僕は全てが始まったクラブのことを決して忘れてはいないし、こうすることで2000年4月5日に起こった悲劇を少しでも和らげることが出来れば良いと思っている。ただ、その事件のことでガラタサライのクラブ自体を非難することは間違っている」と、述べた。
ガラタサライでのデビュー戦はトルコ・スーパーカップのカイセリスポル戦であり、65分から交代で出場した。その試合ではファーストタッチでガラタサライでの初得点を記録し、2点目をアシストした。開幕戦のデニツリスポル戦でリーグ戦初ゴールを記録し、チームも4-1で勝利した。キューウェルは、リーグ戦4試合とUEFAカップの2試合を含めて13試合で7ゴールの成績を残す活躍を見せた。
2008年10月23日に行われたUEFAカップのオリンピアコス戦ではこの試合唯一の得点を挙げ、勝利した。その週の後半に行われたフォルティス・トルコカップのアンカラスポル戦で、初めてトルコのカップ戦に出場した。トルコのメディアが彼の怪我について様々な憶測を立てていた時から、1週間後の2008年11月2日に行われたガズィアンテプスポル戦でシーズン4ゴール目を挙げた。
オーストラリアで診察を受け、2008年12月12日に鼠径ヘルニアのために手術を受ける必要があり、12月15日に手術を受ける予定であると発表された。
ガラタサライはキューウェルが負傷でチームを離脱する前の9試合全てで勝利を挙げており（UEFAカップ2試合、リーグ戦6試合、トルコ・スーパーカップ）、キューウェルもゴールを挙げていた。
UEFAカップのボルドー戦では35メートルの距離から2-1となるゴールを決め、チームはUEFAカップのベスト16に駒を進めた。
2009年3月12日に行われたUEFAカップのハンブルガーSV戦ではエムレ・アシクの退場により、40分間不慣れなセンターバックのポジションでプレイし、ミスもあったが何とか役割を全うした。2ndレグも同様のポジションを務め、その試合ではPKから得点を記録した。

## 代表経歴
1996年4月に行われたチリ戦でオーストラリア代表の最年少記録となる17歳と7カ月という若さでA代表デビューを飾っている。1997年11月に行われた1998年W杯の大陸間プレーオフのイラン戦に出場し、アザディ・スタジアムに集まった100,000人近い観客の前で代表初ゴールを記録した。メルボルン・クリケット・グラウンドで行われた2ndレグのイラン戦では85,000人という最高記録となる観客動員数を記録し、キューウェルもゴールを挙げたが2-2の引き分けに終わり、アウェーゴールルールによりオーストラリア代表はW杯の出場権を逃した。

### 2006 FIFAワールドカップ
2005年11月、オーストラリア代表は1974年に西ドイツで開催されたワールドカップ以来の出場権を獲得した。ウルグアイとのプレイオフのPK戦では、オーストラリアの最初のキッカーを務めた。
2006 FIFAワールドカップ初戦の日本戦に出場した。ブラジル戦は途中出場となり、ジダのクリアミスからゴールチャンスを得たがこれを逃した。試合後にはマルクス・メルクにより試合中の暴言でFIFAに報告をされたが制裁は受けずに済んだ。
グループリーグを突破するためには最低でも引き分け以上が求められたクロアチア戦では2-2となるゴールを決め、マン・オブ・ザ・マッチに選出された。怪我の影響もあり大会には本調子で臨むことが出来なかったが、代表チームに必要な存在であることを示した。
痛風の疑い（その後に行われた検査によると敗血症性関節炎）により、決勝トーナメント一回戦のイタリア戦に出場することは叶わなかった。

### AFCアジアカップ2007

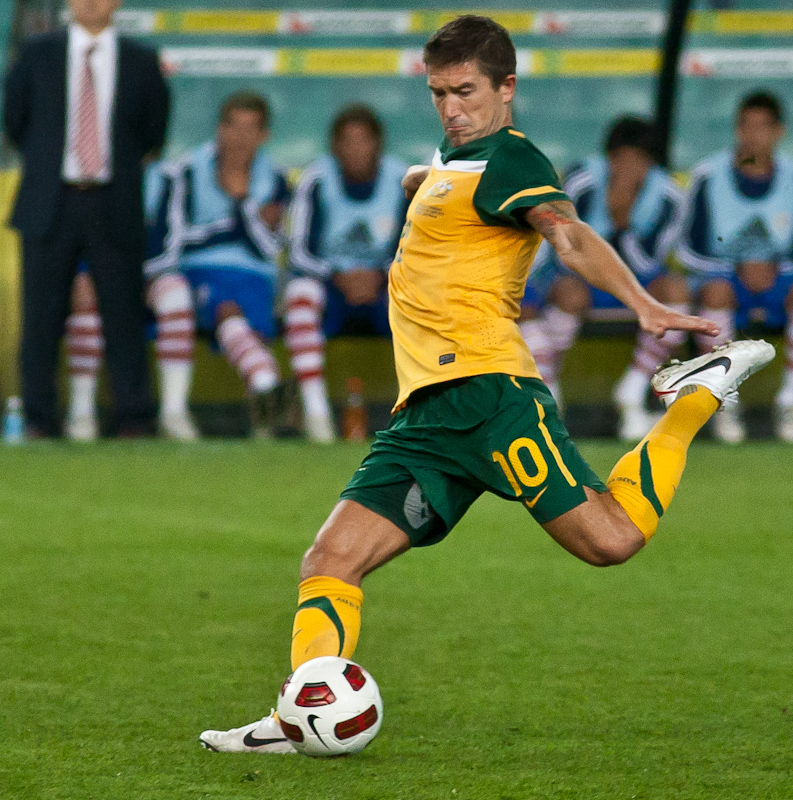
オーストラリア代表でのキューウェル

W杯終了後からしばらくの間は代表の試合に出場することが出来なかったが、2007年6月に行われたシンガポールとの親善試合で復帰を果たした。アジアカップ前の最後の試合であったが、65分から交代で出場し、1ゴール、1アシストの活躍を見せた。キューウェルはアジアカップに出場したオーストラリア代表で重要な役割を担った。4-0で勝利したタイ戦ではチームの4点目となる得点を挙げた。グループリーグを突破して迎えた準々決勝の日本戦ではマーク・ヴィドゥカに代わり65分から出場し、PK戦では最初のキッカーを務めたが止められてしまい、チームも敗退した。

### 2010 FIFAワールドカップ予選
初戦のカタール戦、中国戦には出場できなかったが、2008年6月にブリズベン・スタジアムで行われ、1-0で勝利したイラクとの試合ではキャプテンを務め、47分にこの試合唯一となるゴールを挙げた。最終予選のカタール戦では、3-1となるゴールを決めた。ワールドカップ予選に向けた調整試合のオランダ戦ではジョシュア・ケネディが獲得したPKを決め、2-1で勝利した試合の前半では活躍を見せた。その後に行われたウズベキスタン戦でもPKでゴールを決め、チームも2-0で勝利した。

### 2010 FIFAワールドカップ
第1戦のドイツ戦には間に合わず、チームも0-4で敗れた。しかし、ドイツに大敗した後でもチームの士気は損なわれてはいないと、ガーナ戦に向けて決意を述べた。
2010年6月19日に行われたガーナ戦では、キューウェルは腕でゴールを阻止したとして退場処分を受けた。ゴールライン上に立っていたキューウェルは自身が防がないとゴールになることは明らかであったため、胸で止めようとして、腕にボールが当たってしまったのであった。このプレイによりキューウェルは前半24分でレッドカードを受け、ガーナはこのプレイで得たPKから同点となるゴールを挙げた。結果は1-1の引き分けであったが、オーストラリアにとっては厳しい結果となった。キューウェルが受けたレッドカードはワールドカップ史上150枚目のレッドカードであった。試合後にキューウェルは、ロベルト・ロセッティの下した判定によって打ちのめされ、自身のワールドカップにおける夢を殺されてしまったと感じていると述べた。

### AFCアジアカップ2011
オーストラリア代表の全試合にスターティングメンバーとして出場し、3ゴールを記録した。準々決勝のイラク戦では118分に決勝ゴールを挙げ、代表史上初となる準決勝進出に貢献した。準決勝のウズベキスタン戦では、開始5分で先制ゴールを挙げ、チームの決勝進出に貢献した。

## 現役引退後
2014年11月21日、AFC初代殿堂入りを果たした。
2015年7月23日、ワトフォードFCU-21のヘッドコーチに就任した。
2022年6月18日、スコティッシュ・プレミアリーグ、セルティックFCのトップチームのコーチに就任した。
2023年12月31日、中国サッカー・スーパーリーグ・上海海港足球倶楽部の監督に就任したケヴィン・マスカットの後任として、J1リーグ・横浜F・マリノスの監督に就任することが発表された。
2024年7月15日、横浜F・マリノスはキューウェルとの契約を解除したことを発表した。

## パーソナルライフ
2000年に高級クラブで出会ったイングランド人の女優シェリー・マーフィーと結婚している。2003年5月23日にラスベガスで式を挙げ、彼らには、2001年に生まれた息子のテイラー、2003年に生まれた娘のルビーと2008年に生まれたマチルダと3人の子どもがいる。
2008年5月、オーストラリアのメンズファッションブランドのポリティックス（Politix）の顔となった。
2008年10月、トルコのメディアはキューウェルが非感染症である自己免疫性肝炎を患っていることを明らかにした。クラブ、選手サイドともにこの報道について否定せず、マンディッチは「キューウェルの健康状態は1995年にリーズ・ユナイテッドでキャリアをスタートさせてから何ら変わっていない。」と、後に述べた。子どものころにステロイド剤のプレドニンを服用するようになった時から、その病気を抱えていると思われている。
キューウェルはガラタサライのサポーターの間では最も人気のある選手の一人であり、真面目な性格とキューウェル自身の持つ威厳によってガラタサライのチームメイトからも多くの信頼を集めている。彼は高いプロ意識を持ち、いつも笑顔を絶やさない魅力的な性格であり、家族思いの選手であると言われている。ガラタサライでは、ハリー・ポッターやオズの魔法使いの愛称で親しまれている。
「ダディ・クール」のヒットで知られるボニーMのフランク・ファリアンとキューウェルの外見が似ているため、「ダディ・クール」と「ハリー・キューウェル」を捩ったチャントが歌われている。これを最初に使ったのはリーズのファンであり、1999年にボクスホールがザフィーラ GSiのCMに「ダディ・クール」を使用したのと時期を同じくしている。
スミスフィールドで育ったキューウェルはAリーグ創設に大きな影響を与えた人物の一人であり、ラグビーチームのカンタベリー・ブルックスのファンでもある。

## 個人成績
| 所属クラブ             | シーズン         | リーグ                   | 背番号 | リーグ | リーグ | カップ | カップ | リーグカップ | リーグカップ | UEFA主催 | UEFA主催 | シーズン通算 | シーズン通算 |
| 所属クラブ             | シーズン         | リーグ                   | 背番号 | 出場   | 得点   | 出場   | 得点   | 出場         | 得点         | 出場     | 得点     | 出場         | 得点         |
| ---------------------- | ---------------- | ------------------------ | ------ | ------ | ------ | ------ | ------ | ------------ | ------------ | -------- | -------- | ------------ | ------------ |
| リーズ・ユナイテッド   | 1995-96          | プレミアリーグ           | 33     | 2      | 0      | -      | -      | -            | -            | -        | -        | 2            | 0            |
| リーズ・ユナイテッド   | 1996-97          | プレミアリーグ           | 19     | 1      | 0      | -      | -      | -            | -            | -        | -        | 1            | 0            |
| リーズ・ユナイテッド   | 1997-98          | プレミアリーグ           | 19     | 29     | 5      | 4      | 2      | 2            | 1            | -        | -        | 35           | 8            |
| リーズ・ユナイテッド   | 1998–99          | プレミアリーグ           | 19     | 39     | 6      | 5      | 1      | 2            | 2            | 4        | 0        | 50           | 9            |
| リーズ・ユナイテッド   | 1999-00          | プレミアリーグ           | 10     | 36     | 10     | 3      | 2      | 2            | 0            | 12       | 5        | 53           | 17           |
| リーズ・ユナイテッド   | 2000-01          | プレミアリーグ           | 10     | 17     | 2      | -      | -      | -            | -            | 9        | 0        | 26           | 2            |
| リーズ・ユナイテッド   | 2001-02          | プレミアリーグ           | 10     | 27     | 8      | 0      | 0      | 1            | 1            | 7        | 2        | 35           | 11           |
| リーズ・ユナイテッド   | 2002-03          | プレミアリーグ           | 10     | 31     | 14     | 4      | 1      | 1            | 0            | 5        | 1        | 41           | 16           |
| 在籍期間通算成績       | 在籍期間通算成績 |                          |        | 182    | 45     | 16     | 6      | 8            | 4            | 37       | 8        | 243          | 63           |
| リヴァプール           | 2003-04          | プレミアリーグ           | 7      | 36     | 7      | 3      | 0      | 2            | 1            | 8        | 3        | 49           | 11           |
| リヴァプール           | 2004-05          | プレミアリーグ           | 7      | 18     | 1      | 0      | 0      | 1            | 0            | 12       | 0        | 31           | 1            |
| リヴァプール           | 2005-06          | プレミアリーグ           | 7      | 27     | 3      | 6      | 0      | 1            | 0            | 6        | 0        | 40           | 3            |
| リヴァプール           | 2006-07          | プレミアリーグ           | 7      | 2      | 1      | 0      | 0      | 0            | 0            | 1        | 0        | 3            | 1            |
| リヴァプール           | 2007-08          | プレミアリーグ           | 7      | 10     | 0      | 1      | 0      | 1            | 0            | 3        | 0        | 15           | 0            |
| 在籍期間通算成績       | 在籍期間通算成績 |                          |        | 93     | 12     | 10     | 0      | 5            | 1            | 30       | 3        | 138          | 16           |
| ガラタサライ           | 2008-09          | スュペル・リグ           | 19     | 26     | 8      | 1      | 0      | 1            | 1            | 9        | 4        | 37           | 13           |
| ガラタサライ           | 2009-10          | スュペル・リグ           | 19     | 17     | 9      | 2      | 1      | 0            | 0            | 9        | 4        | 28           | 13           |
| ガラタサライ           | 2010-11          | スュペル・リグ           | 19     | 20     | 5      | 2      | 0      | 0            | 0            | 3        | 2        | 25           | 7            |
| 在籍期間通算成績       | 在籍期間通算成績 |                          |        | 63     | 22     | 5      | 1      | 1            | 1            | 21       | 10       | 90           | 33           |
| メルボルン・ビクトリー | 2011-12          | Aリーグ・メン            | 10     | 25     | 8      | -      | -      | -            | -            | -        | -        | 25           | 8            |
| 在籍期間通算成績       | 在籍期間通算成績 |                          |        | 25     | 8      | -      | -      | -            | -            | -        | -        | 25           | 8            |
| アル・ガラファ         | 2012-13          | カタール・スターズリーグ | 10     | 3      | 1      | -      | -      | -            | -            | -        | -        | 3            | 1            |
| 在籍期間通算成績       | 在籍期間通算成績 |                          |        | 3      | 1      | -      | -      | -            | -            | -        | -        | 3            | 1            |
| メルボルン・シティFC   | 2013-14          | Aリーグ・メン            | 10     | 14     | 2      | -      | -      | -            | -            | -        | -        | 14           | 2            |
| 在籍期間通算成績       | 在籍期間通算成績 |                          |        | 14     | 2      | -      | -      | -            | -            | -        | -        | 14           | 2            |

## 代表歴

### 出場大会
- オーストラリア代表
  - 2006 FIFAワールドカップ
  - 2010 FIFAワールドカップ

### 試合数
- 国際Aマッチ 58試合 17得点（1996年-2012年）[42]

| オーストラリア代表 | 国際Aマッチ | 国際Aマッチ |
| 年                 | 出場        | 得点        |
| ------------------ | ----------- | ----------- |
| 1996               | 2           | 0           |
| 1997               | 6           | 3           |
| 1998               | 0           | 0           |
| 1999               | 0           | 0           |
| 2000               | 1           | 0           |
| 2001               | 3           | 0           |
| 2002               | 0           | 0           |
| 2003               | 2           | 2           |
| 2004               | 3           | 1           |
| 2005               | 2           | 0           |
| 2006               | 4           | 1           |
| 2007               | 6           | 2           |
| 2008               | 9           | 3           |
| 2009               | 7           | 1           |
| 2010               | 2           | 0           |
| 2011               | 8           | 3           |
| 2012               | 3           | 1           |
| 通算               | 58          | 17          |

### 得点
| #   | 日付           | 開催地                       | 対戦国         | スコア | 試合                                                |
| --- | -------------- | ---------------------------- | -------------- | ------ | --------------------------------------------------- |
| 1.  | 1997年11月22日 | テヘラン、イラン             | イラン         | 1–1    | 1998 FIFAワールドカップ・大陸間プレーオフ (AFC-OFC) |
| 2.  | 1997年11月29日 | メルボルン、オーストラリア   | イラン         | 2–2    | 1998 FIFAワールドカップ・大陸間プレーオフ (AFC-OFC) |
| 3.  | 1997年12月19日 | リヤド、サウジアラビア       | ウルグアイ     | 1–0    | FIFAコンフェデレーションズカップ1997                |
| 4.  | 2003年2月12日  | ロンドン、イングランド       | イングランド   | 3–1    | 親善試合                                            |
| 5.  | 2003年9月7日   | レディング、イングランド     | ジャマイカ     | 2–1    | 親善試合                                            |
| 6.  | 2004年10月12日 | シドニー、オーストラリア     | ソロモン諸島   | 6–0    | OFCネイションズカップ2004                           |
| 7.  | 2006年6月22日  | シュトゥットガルト、ドイツ   | クロアチア     | 2–2    | 2006 FIFAワールドカップ                             |
| 8.  | 2007年6月30日  | シンガポール、シンガポール   | シンガポール   | 3–0    | 親善試合                                            |
| 9.  | 2007年7月16日  | バンコク、タイ               | タイ           | 4–0    | AFCアジアカップ2007                                 |
| 10. | 2008年6月1日   | ブリスベン、オーストラリア   | イラク         | 1–0    | 2010 FIFAワールドカップ・アジア予選                 |
| 11. | 2008年6月15日  | ドーハ、カタール             | カタール       | 3–1    | 2010 FIFAワールドカップ・アジア予選                 |
| 12. | 2008年9月6日   | アイントホーフェン、オランダ | オランダ       | 2–1    | 親善試合                                            |
| 13. | 2009年4月1日   | シドニー、オーストラリア     | ウズベキスタン | 2–0    | 2010 FIFAワールドカップ・アジア予選                 |
| 14. | 2011年1月10日  | ドーハ、カタール             | インド         | 4–0    | AFCアジアカップ2011                                 |
| 15. | 2011年1月22日  | ドーハ、カタール             | イラク         | 1–0    | AFCアジアカップ2011                                 |
| 16. | 2011年1月25日  | ドーハ、カタール             | ウズベキスタン | 6–0    | AFCアジアカップ2011                                 |
| 17. | 2012年2月29日  | メルボルン、オーストラリア   | サウジアラビア | 4–2    | 2014 FIFAワールドカップ・アジア予選                 |

## 監督成績
| 国               | チーム                     | 就任           | 退任           | 記録 | 記録 | 記録 | 記録 | 記録   |
| 国               | チーム                     | 就任           | 退任           | 試   | 勝   | 分   | 敗   | 勝率   |
| ---------------- | -------------------------- | -------------- | -------------- | ---- | ---- | ---- | ---- | ------ |
| イングランドの旗 | クローリー・タウン         | 2017年5月23日  | 2018年8月31日  | 57   | 18   | 12   | 27   | 031.58 |
| イングランドの旗 | ノッツ・カウンティ         | 2018年8月31日  | 2018年11月13日 | 14   | 3    | 4    | 7    | 021.43 |
| イングランドの旗 | オールダム・アスレティック | 2020年8月1日   | 2021年3月7日   | 41   | 17   | 6    | 18   | 041.46 |
| イングランドの旗 | バーネット                 | 2021年6月10日  | 2021年9月20日  | 7    | 0    | 2    | 5    | 000.00 |
| 日本の旗         | 横浜F・マリノス            | 2023年12月31日 | 2024年7月15日  | 23   | 8    | 5    | 10   | 034.78 |
| 合計             | 合計                       | 合計           | 合計           | 142  | 46   | 29   | 67   | 032.39 |

## 獲得タイトル

### クラブ
リーズ・ユナイテッド
- FAユースカップ：1996-97

リヴァプール
- UEFAチャンピオンズリーグ：2004-05
- FAカップ：2005-06

ガラタサライ
- トルコ・スーパーカップ：2008年

### 代表
- オセアニアネイションズカップ：1996、2000、2004年
- オセアニアネイションズカップ準優勝：1998、2002年
- FIFAコンフェデレーションズカップ準優勝：1997年

### 個人
- PFA年間最優秀若手選手賞：2000年
- オセアニア年間最優秀選手賞：1999、2001、2003年